# Ворошиловський район (Ростов-на-Дону)
Ворошиловський район (рос. Ворошиловский район) Ростова-на-Дону був заснований Указом президії Верховної Ради РРФСР від 28 серпня 1985 року.

## Історія
До складу його територій увійшли землі Жовтневого, Пролетарського і Первомайського районів міста. Нові кордони пролягали з півдня — по вулиці Нансена, із заходу — по вулиці Погодіна і старих кордонів Жовтневого району, з півночі — повз радгоспу «Аксайського», греблі Ростовського моря і Темерніцкая каналу.
Більшість земель дісталося «у спадок» від Жовтневого району. Звідси ж — і найбільші промислові підприємства, і основна частина населення, яке тоді налічувало приблизно 120 тисяч осіб.

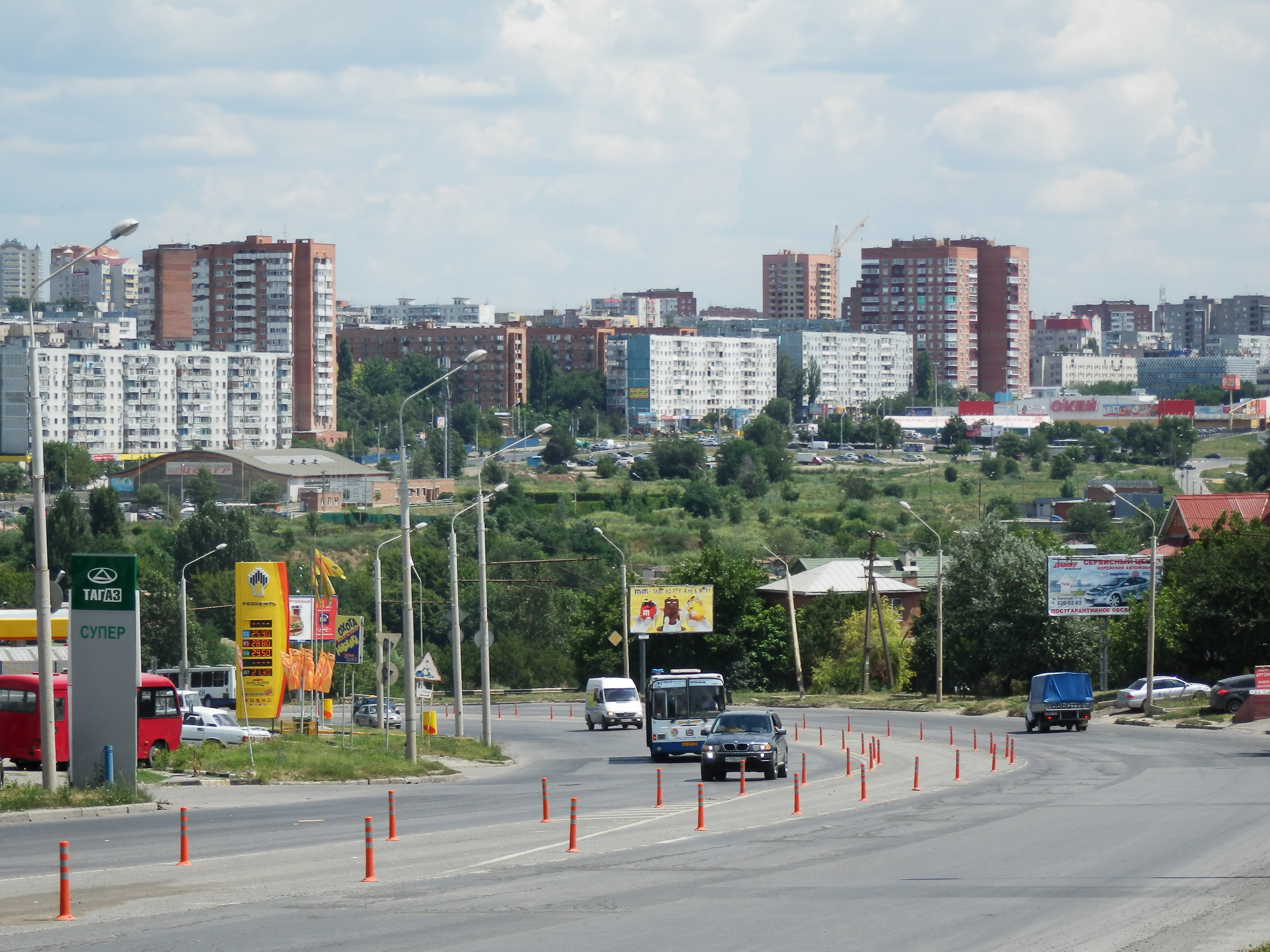
Вид на Північний житловий масив з боку вул. Некліновського

Від Первомайського відійшло всього кілька установ, в тому числі і експериментальна школа № 3 на вулиці Леніна.
Інтенсивна забудова Північного житлового масиву припала приблизно на 70-ті роки, але бурхливе будівництво цим територіям ще тільки належало: справжній «будівельний бум» розпочався у 80-х роках, коли активно почали будувати не тільки житло, а й дороги, і лікарні, і школи, і дитячі сади.

## Економіка
Сьогодні Ворошиловський район — це майже п'ята частина жителів Ростова і 38 км ² території, на якій вже побудовано 4 млн м ² житла.
На сьогоднішній день в районі 625 малих підприємств, розвивається система малого підприємництва.
Крім того, тут розташовано 80 великих і середніх підприємств різних галузей. І у важких ринкових умовах багато з них продовжують давні традиції меценатства.

## Культура
У Ворошиловському районі — 3 підприємства военнопромишленного комплексу, 4 спортивні школи, єдина в місті Дитяча школа мистецтв і два пам'ятки регіонального значення: Сурб-Хач і перший в Росії пам'ятник ліквідаторам аварії на Чорнобильської АЕС. В 2001 році був відкритий інформаційно-бібліотечний центр ім. Гагаріна.
У районі 43 дошкільних і середніх освітніх установи, діє більше 500 гуртків і секцій, де юне покоління «ворошіловцев» може знайти заняття та хобі на будь-який смак.
10 тисяч студентів навчаються в шести вишах району, серед яких — такі, як РВІРВ ім. Нєдєліна (колишнє артилерійське); Інститут управління; Інститут Управління Бізнесу та Права (ІУБіП); Донський юридичний інститут.
Кілька мікрорайонів у північній частині району утворюють Північний житловий масив.
Історично точкою розростання «Північного» був Північний ринок. Центр району — бульвар Комарова, на якому розташовані адміністрація, парк Дружби, храм на честь Казанської ікони Божої Матері [Архівовано 3 червня 2013 у Wayback Machine.], меморіал воїнам-«афганцям», великі торгові центри та спортивні центри, будинок побуту і т. д.